# Basmat Tab'un

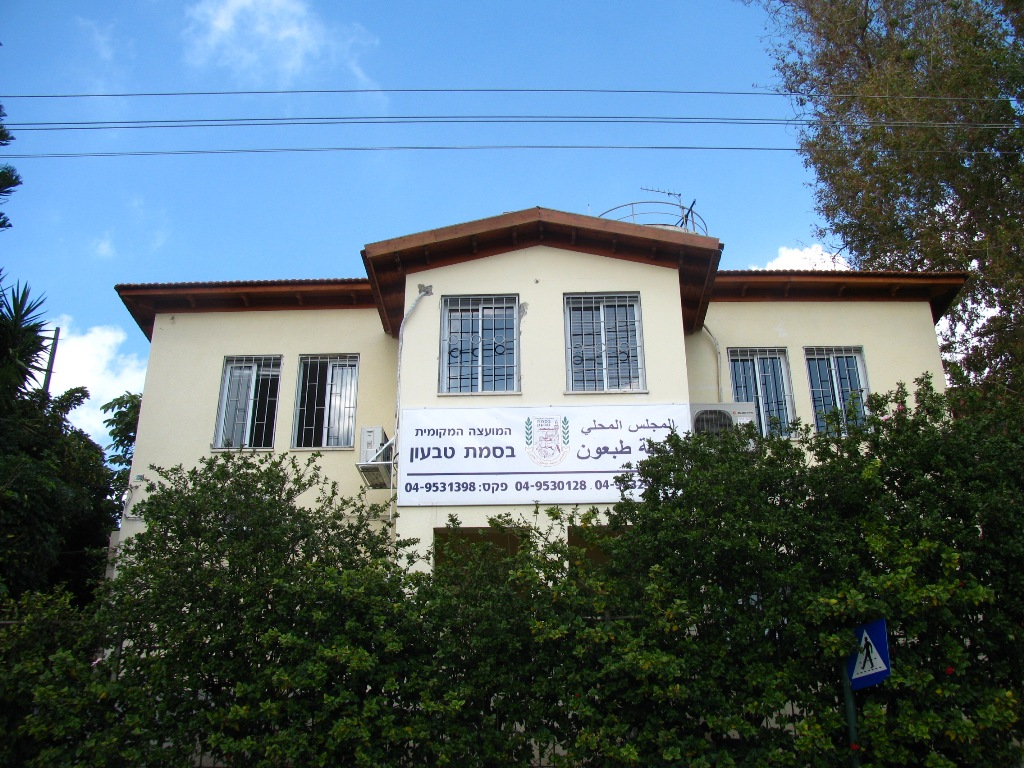
Prefeitura de Basmat Tab'un

Basmat Tab'un (em árabe: بسمة طبعون; em hebraico: בּׂסְמַת טִבְעוֹן; Basmat Tivon) é uma cidade beduína no Distrito Norte de Israel. Em 2022 tinha uma população de 8.145 habitantes.

## História
Basmat Tab'un foi fundada em 1965 pelas autoridades israelenses como um assentamento para as tribos beduínas al-Sa'adia e al-Zabidat, que se estabeleceram na área durante o Mandato Britânico. Foi declarado um conselho local. Em maio de 2011, o governo israelita aprovou um plano quadrienal com um orçamento de 350 milhões de NIS para o desenvolvimento das comunidades beduínas no Norte, entre elas Basmat Tab'un. 
A cidade conta com uma escola Waldorf Ein Bustan (Maayan Babustan) em Hilf, que é notável por seu currículo multilíngue, multicultural e multirreligioso. Os estudantes árabes são das aldeias vizinhas e os estudantes judeus são da vizinha Kiryat Tiv'on.

## Pessoas notáveis
- Ruan Zubidate, a principal tenista árabe de Israel. Ela representa Israel em partidas de tênis ao redor do mundo.